# フエギア1833
フエギア1833（FUEGUIA 1833）は、2010年にアルゼンチンブエノスアイレスで創業したフレグランスメゾン。創業者は調香師のジュリアン･ベデル。
メゾン名はロバート・フィッツロイにフエゴ島からイギリスへ連れられ、フエギア・バスケットと改名されたカウェスカル族の少女ヨクシュルに由来している。2015年10月7日には日本第1号店がグランドハイアット東京内にオープンしている。